# Гравиметрический анализ
Гравиметрический анализ (гравиметрия, весовой анализ) — метод количественного химического анализа, основанный на точном измерении массы вещества. Использует закон сохранения массы веществ при химических превращениях. Сыграл большую роль в становлении закона постоянства состава химических соединений, закона кратных отношений, периодического закона и др. Применяется для определения химического состава различных объектов (горных пород и минералов), качества сырья и готовой продукции, содержания кристаллизационной воды в солях, зольности топлива и так далее.
К достоинствам гравиметрического анализа относят высокую точность (обычно погрешность составляет 0,1—0,2 %) и отсутствие необходимости в предварительной градуировке измерительных приборов. С другой стороны, его проведение зачастую более трудоёмко и занимает больше времени по сравнению с другими методами.

## Методы анализа

### Методы осаждения
Методы осаждения — наиболее распространённые методы гравиметрического анализа. Навеску анализируемого вещества растворяют в воде или другом растворителе и осаждают определяемый элемент реактивом в виде малорастворимого соединения. Полученный осадок отфильтровывают, промывают, высушивают, прокаливают и взвешивают. По массе осадка после прокаливания вычисляют массовую долю определяемого элемента в навеске.
Поскольку осаждённое вещество может не соответствовать тому, что получается после прокаливания, различают осаждаемую и гравиметрическую (весовую) форму осадка. Осаждаемая форма — это соединение, осаждающееся из раствора при взаимодействии с соответствующим реагентом в процессе проведения анализа, а гравиметрическая форма образуется из осаждаемой при высушивании или прокаливании.
Например:
{\displaystyle {\ce {CaCl2 + (NH4)2C2O4 -> CaC2O4 v + 2 NH4Cl}}}
{\displaystyle {\ce {CaC2O4 ->[t] CaO + CO2 ^ + CO ^}}}
В данном случае CaC2O4 является осаждаемой формой, CaO — гравиметрической формой.
В качестве осадителей применяют как неорганические, так и органические реагенты. Например, серу в виде сульфат-ионов осаждают ионами бария, железо осаждают раствором аммиака, а для осаждения алюминия часто используют 8-оксихинолин.

### Методы отгонки
В этих методах определяемый компонент выделяют в виде летучего соединения действием кислоты или высокой температуры. Методы отгонки делятся на прямые и косвенные:
- прямые методы: определяемый компонент выделяют в виде летучего соединения и поглощают поглотителем (либо конденсируют). Расчёт ведут по изменению массы поглотителя.
- косвенные методы: вещество взвешивают, отгоняют летучее соединение и вновь взвешивают. Расчёт производят по уменьшению массы навески[2].

### Методы выделения
Также существуют методы, основанные на выделении определяемого компонента из анализируемого вещества и его точном взвешивании, например восстановление ионов меди до металла с последующим взвешиванием.

## Анализ методом осаждения

### Подготовка пробы, взятие и растворение навески
Сначала берётся средняя проба, состав которой отражал бы состав исследуемого материала. Средняя проба должна быть составлена из как можно большего числа проб, взятых из случайных точек материала. Для дальнейшей подготовки используется метод квартования: пробы тщательно измельчают, перемешивают, затем выкладывают в форме квадрата, делят диагоналями, после чего 2 противоположных треугольника отбрасывают, а другие снова смешивают, и так до тех пор, пока не останется порядка 25 г вещества.
После получения средней пробы берётся навеска. Как правило, чем больше навеска, тем выше точность определения, однако получающийся большой осадок трудно профильтровать, промыть и прокалить. Опытным путём установлено, что наиболее удобны в работе кристаллические осадки массой около 0,5 г и объёмистые аморфные осадки массой 0,1—0,3 г. Необходимую величину навески выбирают исходя из норм осадков и зная относительное содержание определяемого элемента в веществе.
Техника взятия навески может быть различной:
1. Часовое стекло или бюкс точно взвешивают, помещают туда приблизительно необходимое количество вещества и снова взвешивают. Массу вещества рассчитывают по разнице масс часового стекла или бюкса с навеской и без.
2. На часовое стекло или в бюкс помещают вещество в количестве, достаточном для взятия нескольких навесок, и взвешивают. Затем отсыпают порцию вещества в стакан, снова взвешивают часовое стекло или бюкс с остатками вещества и по разности результатов двух взвешиваний находят массу навески. Такой способ более удобен в тех случаях, когда необходимо взять несколько навесок анализируемого вещества[12].

Полученную таким образом навеску необходимо растворить. Как правило, для растворения используют минеральные кислоты. Иногда используют растворы щелочей или смеси кислот (например, царскую водку). В некоторых случаях для перевода определяемого элемента в растворимое соединение применяют сплавление с различными плавнями, часто карбонатами и нитратами щелочных металлов.
Перед проведением анализа необходимо подготовить раствор. Это подразумевает создание требуемого pH, маскировку мешающих ионов путём их осаждения или связывания в прочные комплексы, при необходимости упаривание раствора.

### Осаждение
Следующим этапом анализа является осаждение определяемого элемента. К осаждаемой форме предъявляются следующие требования:
- Малая растворимость: потеря массы осадка не должна превышать погрешность аналитических весов (0,1 мг).
- Осадок должен быть чистым, то есть как можно меньше сорбировать посторонние ионы. По этой причине более предпочтительны кристаллические осадки, чем аморфные.
- Осаждаемая форма должна легко переходить в гравиметрическую.
- Образовываться в форме, удобной для последующих операций.

Процесс осаждения отличается в зависимости от характера осадка. Крупнокристаллические осадки получаются более чистыми, поэтому для снижения скорости образования центров кристаллизации их получают путём осаждения из горячих разбавленных растворов, медленно (по каплям) приливая раствор осадителя, при перемешивании стеклянной палочкой. После осаждения кристаллические осадки некоторое время (от 30 минут до 20 часов) выдерживают под маточным раствором. Аморфные осадки осаждают из концентрированных горячих растворов. После осаждения к ним добавляют около 100 мл горячей воды, перемешивают и фильтруют сразу, не выдерживая под маточным раствором.

### Фильтрование и промывание осадка
Для фильтрования используют беззольные фильтры, то есть такие, массой золы которых можно пренебречь. Крупнокристаллические осадки промывают непосредственно на фильтре, мелкокристаллические и аморфные — декантацией. При декантации раствор сливают через фильтр, стараясь оставить осадок в стакане. Затем к осадку добавляют новую порцию промывной жидкости, перемешивают, дают снова осесть и повторяют эту операцию несколько раз. После нескольких циклов осадок количественно переносят на фильтр. В качестве промывной жидкости может использоваться дистиллированная вода, однако чаще для уменьшения потерь осадка при фильтровании применяют разбавленный раствор осадителя.

### Высушивание и прокаливание
После фильтрования и промывания осадок переводят в гравиметрическую форму, к которой предъявляются следующие требования:
- точное соответствие состава химической формуле;
- устойчивость на воздухе (например, гравиметрическая форма не должна поглощать влагу или CO2);
- достаточно большая молекулярная масса и малая массовая доля определяемого элемента (для снижения погрешности).

Для получения гравиметрической формы осадок высушивают и/или прокаливают, в зависимости от вещества. Как правило, осадки, образованные органическим осадителем, только высушивают, а неорганические осадки прокаливают. Некоторые вещества при прокаливании претерпевают химические изменения (например, гидроксид железа(III) переходит в оксид), другие (такие как сульфат бария BaSO4) — нет.
{\displaystyle {\ce {2 Fe(OH)3 ->[t] Fe2O3 + 3 H2O}}}
Высушивание проводят в сушильном шкафу при температуре 90—105 °С или на воздухе, если не требуется высокая скорость. После высушивания фильтр озоляют, то есть нагревают в присутствии кислорода, сначала обугливая его, а затем окисляя (продукты окисления — CO и CO2 — газы), но без открытого горения. Некоторые вещества восстанавливаются углём, поэтому с ними работают иначе. Например, хлорид серебра счищают с фильтра, фильтр озоляют, после чего восстановленное серебро в тигле окисляют царской водкой вновь до хлорида серебра, а избыток кислот выпаривают, после чего переносят основную массу осадка обратно в тигель.
Прокаливание проводят в муфельных (или тигельных) печах, в тиглях, доведённых до постоянной массы. После прокаливания тигли помещают в эксикатор для предотвращения поглощения влаги из воздуха.

### Взвешивание и расчёт результатов анализа
Взвешивание производят на аналитических весах. Как правило, погрешность взвешивания составляет 0,1 мг. По известной массе гравиметрической формы нетрудно вычислить массу определяемого иона. Например, при определении бария, когда гравиметрической формой является сульфат бария BaSO4, массу бария можно вычислить по формуле
{\displaystyle m({\text{Ba}})=m({\text{BaSO}}_{4})\cdot {\frac {M({\text{Ba}})}{M({\text{BaSO}}_{4})}}}
Отношение молярной массы определяемого вещества (элемента) к молярной массе гравиметрической формы, с учётом стехиометрических коэффициентов, называют фактором пересчёта и обозначают буквой {\displaystyle F}.
Массовую долю определяемого иона в навеске (и, соответственно, в пробе) можно вычислить по формуле:
{\displaystyle w_{\text{B}}={\frac {m_{\text{B}}}{m_{\text{навески}}}}}

## Растворимость осадков и факторы, влияющие на неё
Постоянной величиной, характеризующей растворимость вещества, является его произведение растворимости. Однако у одного и того-же вещества в разных условиях растворимость, т. е. концентрация насыщенного раствора, может отличаться. Для того, чтобы добиться полноты осаждения, но при этом поддерживать невысоким относительное пересыщение для роста крупных кристаллов, необходимо учитывать факторы, влияющие на растворимость осадков.

### Избыток одноимённых ионов
Для более полного осаждения определяемого элемента используют избыток ионов осадителя. Например, при осаждении свинца в виде PbSO4 для осаждения применяют избыток сульфат-ионов. Произведение растворимости сульфата свинца постоянно:
{\displaystyle K_{s}({\text{PbSO4}})=[{\text{Pb}}^{2+}]\cdot [{\text{SO}}_{4}^{2-}]=1{,}6\cdot 10^{-8}{\frac {{\text{mol}}^{2}}{{\text{L}}^{2}}}}
Из уравнения видно, что при увеличении концентрации сульфат-ионов, концентрация ионов свинца будет понижаться.
При осаждении, как правило, не используют слишком большой избыток осадителя, поскольку в некоторых случаях при его увеличении возможно увеличение растворимости осадка из-за других эффектов, таких как комплексообразование.

### Влияние pH (гидролиз)
Часто осадки являются солями слабых кислот, которые способны подвергаться гидролизу. Рассмотрим этот эффект на примере оксалата кальция:
{\displaystyle {\ce {CaC2O4*H2O <=> Ca^2+ + C2O4^2- + H2O}}}
{\displaystyle {\ce {C2O4^2- + H+ <=> HC2O4^-}}}
{\displaystyle {\ce {HC2O4^- + H+ <=> H2C2O4}}}
В таком случае при подкислении раствора концентрация ионов C2O42- будет понижаться, следовательно, растворимость осадка будет повышаться.
Стоит отметить, что понижение pH может способствовать протонированию многих лигандов, разрушению комплексов, образованных ими, и привести к выпадению в осадок замаскированных ионов. Например, при подкислении раствора, содержащего хлорид-ионы и замаскированные аммиаком ионы серебра, хлорид серебра выпадет в осадок:
{\displaystyle {\ce {[Ag(NH3)2]+ + 2H+ <=> Ag+ + 2 NH4+}}}
{\displaystyle {\ce {Ag+ + Cl- -> AgCl v}}}

### Комплексообразование
На растворимость существенное влияние оказывает комплексообразование. Катионы многих металлов способны образовывать комплексные соединения, в результате чего их концентрация в свободном виде может существенно снижаться. Иногда этим эффектом пользуются, для того, чтобы замаскировать ионы, мешающие проведению анализа, тогда это называют маскировкой. В других случаях растворимость осадка нежелательна, и посторонние комплексообразователи, если они присутствуют, требуется удалить (например, органические кислоты окисляют до CO2 и воды).
В качестве лигандов могут выступать как сторонние ионы или молекулы, так и ионы, входящие в состав осадка. Как правило, в таких случаях при небольшом их избытке растворимость уменьшается, а затем увеличивается, поэтому часто для осаждения применяют 50%-ный избыток осадителя. Однако так происходит не всегда: например, даже небольшой избыток осадителя увеличивает растворимость HgI2.

### Температура
Зависимость произведения растворимости от температуры количественно описывается формулой
{\displaystyle {\operatorname {d} \ln \!K_{s} \over \operatorname {d} \!T}={\frac {\Delta H}{RT^{2}}}},
где:
- {\displaystyle K_{s}} — произведение растворимости,
- {\displaystyle T} — температура,
- {\displaystyle \Delta H} — изменение энтальпии (тепловой эффект) реакции растворения,
- {\displaystyle R} — универсальная газовая постоянная.

Для растворения большинства малорастворимых соединений, требуется затратить энергию ({\displaystyle \Delta H>0}), поэтому их растворимость с ростом температуры увеличивается.
Иногда от температуры зависит и состав осадка. Например, осадок сульфата кальция при температурах до 60 °C имеет состав {\displaystyle {\ce {CaSO4*2 H2O}}}, но при более высокой температуре он переходит в {\displaystyle {\ce {CaSO4 * 1/2 H2O}}}. Поскольку растворение последнего экзотермично, растворимость осадка достигает максимума при 60 °C.

### Солевой эффект
В расчётах произведение растворимости, т. е. произведение концентраций ионов, составляющих вещество, в соответствующих степенях, часто считают постоянным. На самом деле, более точно считать постоянным произведение не молярных концентраций, а активностей, т. е. концентраций, домноженных на коэффициенты активности. Коэффициенты активности зависят от ионной силы раствора, на которую влияет присутствие посторонних электролитов. Так например, растворимость PbSO4 в 0,1 M растворе KNO3 примерно в 3 раза выше, чем в чистой воде.